# PLSCR2
PLSCR2 (англ. Phospholipid scramblase 2) – білок, який кодується однойменним геном, розташованим у людей на короткому плечі 3-ї хромосоми. Довжина поліпептидного ланцюга білка становить 297 амінокислот, а молекулярна маса — 33 504.
| 10         |  | 20         |  | 30         |  | 40         |  | 50         |
| ---------- |  | ---------- |  | ---------- |  | ---------- |  | ---------- |
| MRSWNSLFCL |  | NSSRPPGHIV |  | YPKHQAGHTG |  | KQADHLGSQA |  | FYPGRQHDYL |
| VPPAGTAGIP |  | VQNQPGRPEG |  | VPWMPAPPPP |  | LNCPPGLEYL |  | SQIDMILIHQ |
| QIELLEVLFS |  | FESSNMYEIK |  | NSFGQRIYFA |  | AEDTNFCIRN |  | CCGRSRPFTL |
| RITDNVGREV |  | ITLERPLRCN |  | CCCCPCCLQE |  | IEIQAPPGVP |  | VGYVTQTWHP |
| CLTKFTIKNQ |  | KREDVLKISG |  | PCIVCSCIAG |  | VDFEITSLDE |  | QIVVGRISKH |
| WSGFLREAFT |  | DADNFGIQFP |  | RDLDVKMKAV |  | MIGACFLIDY |  | MFFERTR    |

A: Аланін

C: Цистеїн

D: Аспарагінова кислота

E: Глутамінова кислота

F: Фенілаланін

G: Гліцин

H: Гістидин

I: Ізолейцин

K: Лізин

L: Лейцин

M: Метіонін

N: Аспарагін

P: Пролін

Q: Глутамін

R: Аргінін

S: Серин

T: Треонін

V: Валін

W: Триптофан

Кодований геном білок за функцією належить до фосфопротеїнів. 
Задіяний у такому біологічному процесі як альтернативний сплайсинг. 
Білок має сайт для зв'язування з іонами металів, іоном кальцію. 
Локалізований у ядрі, мембрані.